# Agatrix
Genre
Agatrix est un genre de mollusques gastéropodes de la famille des Cancellariidae.

## Liste d'espèces
Selon BioLib (16 octobre 2018) :
- Agatrix agassizii W. H. Dall, 1889
- Agatrix epomis W. P. Woodring, 1928
- Agatrix strongi Shasky, 1961
- Agatrix vossi Petit, 1976

Selon Paleobiology Database (16 octobre 2018) :
- Agatrix agassizii
- Agatrix beatrix
- Agatrix epomis
- Agatrix losquemadica
- Agatrix strongi

Selon World Register of Marine Species (16 octobre 2018) :
- Agatrix agassizii (Dall, 1889)
- Agatrix epomis (Woodring, 1928)
- Agatrix petiti Lozouet, 2015 †
- Agatrix strongi (Shasky, 1961)